# Kościół Dla Grajewa
Kościół Dla Grajewa – zbór Kościoła Zielonoświątkowego w RP działający w Grajewie. 
Siedziba zboru mieści się przy ul. Łaziennej 10, natomiast nabożeństwa odbywają się w sali konferencyjnej Centrum Tradycji Mleczarstwa – Muzeum Mleka przy ul. Konstytucji 3 Maja 36. Prowadzone są również grupy domowe w Grajewie oraz Mońkach.

## Historia
W 1996 zbór „Dobra Nowina” w Białymstoku rozpoczął działalność w celu powstania wspólnoty zielonoświątkowej na terenie Grajewa, gdzie w okresie półtora roku działalność ewangelizacyjną prowadziła para misjonarzy. Ponownie w listopadzie 2013 białostocki zbór oddelegował do Grajewa rodzinę misjonarzy, którzy wcześniej nieregularnie dojeżdżali tam w celu prowadzenia spotkań. Ich przeprowadzka miała doprowadzić do powstania w mieście zboru. Otrzymali oni wsparcie także od Programu Zakładania Zborów Ligi Biblijnej. 
W 2013 grajewska wspólnota skupiała 5 wiernych, natomiast do 2014 liczyła ich już 15. W 2014 został zorganizowany także pierwszy chrzest w jej historii, w którym wzięły udział 4 osoby. Wkrótce 4 kolejnych wiernych przyjęło chrzest. 
W wyniku szybkiego przyrostu liczby członków, w październiku 2015 doszło do zarejestrowania społeczności jako Zbór Kościoła Zielonoświątkowego „KDG” (Kościół dla Grajewa), który skupiał wówczas 25 wiernych, wliczając członków i sympatyków. W 2016 liczba wiernych wzrosła do około 35–40, a 7 osób zostało ochrzczonych. 
Przez zbór utworzone zostały także grupy w Mońkach i Ełku, które w 2016 skupiały kolejnych 10 osób. W Ełku w 2017 rozpoczęto organizację nabożeństw, a z czasem tamtejsza grupa wiernych przekształcona została w samodzielny zbór „Chrześcijańska Społeczność”.